# Vasile Iacovlev
Vasile Iacovlev (rusă Васи́лий Ники́тович Я́ковлев; n. 20 septembrie 1926, Mihailovca, raionul Rîbnița, RSS Ucraineană, URSS – d. 20 noiembrie 2013, Ijevsk, Udmurtia, Rusia) a fost un jurist și politician sovietic moldovean, transnistrean și rus, care a avut un rol cheie în proclamarea unilaterală a independenței Transnistriei față de Republica Moldova.

## Biografie
Iacovlev s-a născut în 1926 în RASS Moldovenească, într-o familie de țărani moldoveni. În perioada celui de-al doilea război mondial a trăit în Transnistria sub ocupație românească, iar, după ce Armata Roșie a reocupat Transnistria, s-a înrolat ca voluntar și a luptat în Polonia. 
Întors în Moldova, a absolvit în 1958 filiala locală a Facultății de Drept a Universității din Moscova. În 1964, avându-l ca profesor pe Hanan Schwartz, a obținut titlul de doctor în drept. Din același an, a început să lucreze la Universitatea de Stat din Moldova (mai întâi a fost conferențiar universitar, apoi șef al catedrei de drept civil, precum și decan al facultății de drept).
Din 1975 a fost deputat în Sovietul Suprem al RSS Moldovenești, funcție pe care o va avea până la desprinderea Moldovei de URSS. În anii '80, în contextul reformelor lui Mihail Gorbaciov ce au permis creșterea naționalismului românesc în Moldova, Iacovlev a adoptat o atitudine antiromânească, devenind unul dintre cei mai de seamă opozanți ai Frontului Popular din Moldova. Iacovlev a promovat moldovenismul într-un context pro-sovietic, susținând că aspirațiile moldovenilor pot fi satisfăcute numai într-un stat multinațional precum URSS. Din acest motiv, a părăsit în 1990 Chișinăul și s-a stabilit la Tiraspol, unde a contribuit la fondarea Universității din Transnistria, devenind rectorul acesteia. A participat la mișcarea secesionistă transnistreană și a fost unul dintre autorii constituției, dar și al declarației de independență transnistrene. A fost deputat în așa-zisul parlament transnistrean. A fost unul dintre fondatorii Partidului Comunist Transnistrean.
În 1996, a candidat, fără succes, pentru funcția de președinte al Transnistriei, împotriva lui Igor Smirnov, pe care l-a criticat deoarece nu a menținut sistemul economic socialist în Transnistria. La presiunile celui din urmă, Iacovlev a fost demis din funcția de rector al Universității din Transnistria. Astfel, s-a stabilit în Rusia în 1997. A fost profesor la Universitatea de Stat din Udmurtia. S-a înscris în Partidul Comunist al Federației Ruse, și președinte a filialei locale din Ijevsk. 
Vasile Iacovlev a decedat în 2013 în Ijevsk. Cenușa sa a fost adusă la Tiraspol, iar ceremonia de rămas bun a avut loc la Universitatea din Transnistria. 

## Viață personală
Iacovlev a fost căsătorit și a avut 2 fete. 

## Cinstirea memoriei
În 2015, la Universitatea de Stat din Transnistria, a fost instalată o placă memorială dedicată lui Iacovlev, deoarece acesta a fost primul rector al universității.